# Smooth Jazz Cafe
Smooth Jazz Cafe (Marek Niedźwiecki zaprasza do Smooth Jazz Cafe) – seria wydawnicza wytwórni muzycznej Universal Music Polska, opracowana przez dziennikarza Programu Trzeciego Polskiego Radia – Marka Niedźwieckiego. Pierwsza kompilacja trafiła do sprzedaży w 1999, na płycie znalazły się m.in. piosenki z repertuaru takich wykonawców jak: String Connection, Basia Trzetrzelewska oraz John Scofield. Do 2021 ukazało się 21 tytułów z serii, a także dwa wielopłytowe boxy.

## Wydania
| Smooth Jazz Cafe (1 CD)      | 1999                 | —  |                        |
| Smooth Jazz Cafe 2 (1 CD)    | 10 kwietnia 2000     | —  |                        |
| Smooth Jazz Cafe 3 (1 CD)    | 15 listopada 2001    | —  |                        |
| Smooth Jazz Cafe 4 (1 CD)    | 14 listopada 2002    | 30 |                        |
| Smooth Jazz Cafe 5 (1 CD)    | 13 października 2003 | 4  |                        |
| Smooth Jazz Cafe (BOX, 4 CD) | 3 listopada 2003     | 5  |                        |
| Smooth Jazz Cafe 6 (2 CD)    | 25 października 2004 | 8  |                        |
| Smooth Jazz Cafe 7 (1 CD)    | 19 września 2005     | 5  |                        |
| Smooth Jazz Cafe 8 (1 CD)    | 2006                 | 10 |                        |
| Smooth Jazz Cafe (BOX, 8 CD) | 2006                 | 49 | - POL: platynowa płyta |
| Smooth Jazz Cafe 9 (1 CD)    | 28 maja 2007         | 27 | - POL: złota płyta     |
| Smooth Jazz Cafe 10 (2 CD)   | 30 kwietnia 2010     | 16 | - POL: platynowa płyta |
| Smooth Jazz Cafe 11 (2 CD)   | 7 października 2011  | 15 | - POL: złota płyta     |
| Smooth Jazz Cafe 12 (2 CD)   | 25 września 2012     | 19 |                        |
| Smooth Jazz Cafe 13 (2 CD)   | 12 listopada 2013    | 1  | - POL: złota płyta     |
| Smooth Jazz Cafe 14 (2 CD)   | 18 listopada 2014    | 1  | - POL: platynowa płyta |
| Smooth Jazz Cafe 15 (2 CD)   | 6 listopada 2015     | 31 | - POL: złota płyta     |
| Smooth Jazz Cafe 16 (2 CD)   | 28 października 2016 | 22 |                        |
| Smooth Jazz Cafe 17 (2 CD)   | 6 października 2017  | 23 | - POL: złota płyta     |
| Smooth Jazz Cafe 18 (2 CD)   | 26 października 2018 | 38 | - POL: złota płyta     |
| Smooth Jazz Cafe 19 (2 CD)   | 18 października 2019 | 24 | - POL: złota płyta     |
| Smooth Jazz Cafe 20 (2 CD)   | 20 listopada 2020    | 3  |                        |
| Smooth Jazz Cafe 21 (2 CD)   | 3 grudnia 2021       | 26 |                        |
| "—" album nie był notowany.  |                      |    |                        |

## Lista utworów
Opracowano na podstawie materiału źródłowego.
| Smooth Jazz Cafe | Smooth Jazz Cafe                         | Smooth Jazz Cafe                              | Smooth Jazz Cafe |
| Nr               | Tytuł utworu                             | Autorzy                                       | Długość          |
| ---------------- | ---------------------------------------- | --------------------------------------------- | ---------------- |
| 1.               | „Outback Oasis” (Don Grusin)             | Don Grusin                                    | 5:27             |
| 2.               | „Prelude / Ladykiller” (Nicky Holland)   | Nicky Holland                                 | 6:19             |
| 3.               | „Without Within” (Pete Belasco)          | Pete Belasco                                  | 4:13             |
| 4.               | „Bizzaramente” (String Connection)       | Krzesimir Dębski                              | 6:32             |
| 5.               | „Simple Pleasures” (Basia)               | Basia Trzetrzelewska                          | 4:54             |
| 6.               | „Barefoot On The Beach” (Michael Franks) | Michael Franks, Charles Blenzig               | 5:03             |
| 7.               | „Tulle” (John Scofield)                  | John Scofield                                 | 5:00             |
| 8.               | „Powrotna Bossa Nova” (Bemibek)          | Wojciech Młynarski, Aleksander Bem            | 5:33             |
| 9.               | „The Way I Feel” (Mark Ledford)          | Mark "Led" Ledford                            | 4:17             |
| 10.              | „Easy Street” (Eric Marienthal)          | Lee Ritenour                                  | 5:17             |
| 11.              | „What's Forever” (Laima)                 | Preston Sturges, Raimond Pauls                | 4:51             |
| 12.              | „Taos” (Russ Freeman & The Rippingtons)  | Russ Freeman                                  | 5:53             |
| 13.              | „Sister Moon” (Vanessa Williams)         | Sting                                         | 5:28             |
| 14.              | „Lazeez” (Acoustic Alchemy)              | Greg Carmichael, J. Parsons-Morris, Nick Webb | 4:50             |
|                  |                                          |                                               | 1:13:37          |

| Smooth Jazz Cafe 2 | Smooth Jazz Cafe 2                                      | Smooth Jazz Cafe 2                    | Smooth Jazz Cafe 2 |
| Nr                 | Tytuł utworu                                            | Autorzy                               | Długość            |
| ------------------ | ------------------------------------------------------- | ------------------------------------- | ------------------ |
| 1.                 | „Gonna Fly Now (Theme From "Rocky")” (Maynard Ferguson) | A. Robbins, A. Conti, C. Connors      | 4:23               |
| 2.                 | „Child Of Man” (Noa & Pat Metheny)                      | Gil Dor, Noa                          | 4:25               |
| 3.                 | „That's The Way I Feel About You” (Dave Koz)            | Allan Rich, Jud J. Friedman, Dave Koz | 4:42               |
| 4.                 | „Through The Window” (Brian Bromberg)                   | Brian Bromberg                        | 5:31               |
| 5.                 | „When I Go To Sleep” (Bernard Oattes)                   | Bernard Oattes                        | 4:46               |
| 6.                 | „Where Is Love” (Bobby Caldwell)                        | Bobby Caldwell                        | 4:05               |
| 7.                 | „4ever2U (Radio Edit)” (Loud Jazz Band)                 | Mirosław "Carlos" Kaczmarczyk         | 5:56               |
| 8.                 | „African Fantasy” (Angelique Kidjo & Trilok Gurtu)      | A. Kidjo, L. Shankar, T. Gurtu        | 4:03               |
| 9.                 | „Time” (Lionel Richie)                                  | Lionel Richie                         | 4:14               |
| 10.                | „Miles After Dark” (David Benoit)                       | David Benoit, Rick Braun              | 5:29               |
| 11.                | „Springtime Laughter” (Basia & Spyro Gyra)              | Jeff Beal, Joan Beal                  | 4:46               |
| 12.                | „Jak Liść” (Kayah)                                      | Kayah                                 | 5:00               |
| 13.                | „East River Drive” (Stanley Clarke)                     | Stanley Clarke                        | 7:47               |
| 14.                | „Soul Talkin'” (Brenda Russell)                         | Brenda Russell                        | 4:50               |
| 15.                | „Love Will Follow” (Carl Anderson)                      | Kenny Loggins, Tom Stone              | 4:51               |
| 16.                | „Europa (Earth Cry Heaven's Smile)” (Gato Barbieri)     | D.C. Santana, T. Coster               | 4:09               |
|                    |                                                         |                                       | 1:18:57            |

| Smooth Jazz Cafe 3 | Smooth Jazz Cafe 3                                            | Smooth Jazz Cafe 3                                                 | Smooth Jazz Cafe 3 |
| Nr                 | Tytuł utworu                                                  | Autorzy                                                            | Długość            |
| ------------------ | ------------------------------------------------------------- | ------------------------------------------------------------------ | ------------------ |
| 1.                 | „This Is How Men Cry / Charlie Parker Loves Me” (Marc Jordan) | Gallaud, Jordan, Monnot, Malleron, MacKinnon/Capek, Jordan, Kipner | 6:26               |
| 2.                 | „Los Feliz” (Jimmy Haslip)                                    | J. Haslip*, J. Vannelli                                            | 6:00               |
| 3.                 | „Conviction Of The Heart” (Kenny Loggins)                     | Guy Thomas, Kenny Loggins                                          | 6:56               |
| 4.                 | „Just Another Day” (Peter White & Basia)                      | A. Di Lena, P. White                                               | 4:41               |
| 5.                 | „The Slough” (Patrick Leonard)                                | Patrick Leonard                                                    | 4:16               |
| 6.                 | „Bewitched” (Ella Fitzgerald)                                 | Richard Rodgers, Larenz Hart                                       | 7:04               |
| 7.                 | „Children Of Sanchez” (Chuck Mangione)                        | Chuck Mangione                                                     | 6:56               |
| 8.                 | „Soulful Strut” (Grover Washington, Jr.)                      | E. Record, S. Saunders                                             | 4:16               |
| 9.                 | „Poranne Łzy” (Anna Maria Jopek)                              | Wojciech Młynarski, Zbigniew Jaremko                               | 5:37               |
| 10.                | „Night Hawk's Dream” (Keiko Matsui)                           | Keiko Matsui                                                       | 4:55               |
| 11.                | „Love Is Still Enough” (Sovory)                               | Lasar, Sovory                                                      | 5:24               |
| 12.                | „Rose Rouge” (St Germain)                                     | Ludovic Navarre                                                    | 4:03               |
| 13.                | „Have You Meet Chet?” (Till Brönner)                          | Till Brönner                                                       | 4:42               |
| 14.                | „Sunland” (Marc Antoine)                                      | Marc Antoine                                                       | 4:36               |
|                    |                                                               |                                                                    | 1:15:52            |

| Smooth Jazz Cafe 4 | Smooth Jazz Cafe 4                                                            | Smooth Jazz Cafe 4                                | Smooth Jazz Cafe 4 |
| Nr                 | Tytuł utworu                                                                  | Autorzy                                           | Długość            |
| ------------------ | ----------------------------------------------------------------------------- | ------------------------------------------------- | ------------------ |
| 1.                 | „All Would Envy” (Chris Botti & Shawn Colvin)                                 | Sting                                             | 5:32               |
| 2.                 | „Round Midnight” (Kenny Rankin)                                               | Bernie Hanighen, Cootie Williams, Thelonious Monk | 3:45               |
| 3.                 | „Lowdown” (Jimmy Sommers & Coolio)                                            | Boz Scaggs, David Paich                           | 4:13               |
| 4.                 | „Embarcacao” (Kayah & Cesaria Evora)                                          | Kayah                                             | 3:26               |
| 5.                 | „Spoza Nas (Wiersz Z Banałem W Środku)” (Mietek Szcześniak & Paulinho Garcia) | Jan Twardowski, Mietek Szcześniak                 | 3:43               |
| 6.                 | „Wait Till You See Him (De-Phazz Remix)” (Ella Fitzgerald)                    | Richard Rodgers, Lorenz Hart                      | 3:52               |
| 7.                 | „Human Nature” (Miles Davis)                                                  | J. Bettis, S. Porcaro                             | 4:28               |
| 8.                 | „When I Get Over You” (Randy Crawford)                                        | Brian Foreman, Ken Foreman                        | 5:45               |
| 9.                 | „I Can't Help It” (Will Downing)                                              | Stevie Wonder, Susaye Green                       | 5:09               |
| 10.                | „Just Chillin'” (Norman Brown)                                                | Norman Brown, Paul Brown                          | 4:28               |
| 11.                | „Sweet Love” (Anita Baker)                                                    | Gary Bias, Louis A. Johnson, Anita Baker          | 4:22               |
| 12.                | „This Must Be Paradise” (Michael Franks)                                      | Michael Franks                                    | 6:07               |
| 13.                | „So Nice (Summer Samba)” (Basia & Taro Hakase)                                | Marcos Valle, Norman Gimbel, Paulo Sergio Valle   | 4:23               |
| 14.                | „Mr. Jeff” (Woobie Doobie)                                                    | Wojtek Olszak                                     | 4:53               |
| 15.                | „If I Ever Lose This Heaven” (Jeff Golub & Sue Ann Carwell)                   | Leon Ware, Pam Sawyer                             | 4:58               |
| 16.                | „Pablo's Blues” (Gare Du Nord)                                                | Gare Du Nord                                      | 5:02               |
| 17.                | „Reverence” (Richard Bona & Pat Metheny)                                      | Richard Bona                                      | 4:36               |
|                    |                                                                               |                                                   | 1:18:42            |

| Smooth Jazz Cafe 5 | Smooth Jazz Cafe 5                                          | Smooth Jazz Cafe 5 |
| Nr                 | Tytuł utworu                                                | Długość            |
| ------------------ | ----------------------------------------------------------- | ------------------ |
| 1.                 | „Whatever Lola Wants (Gotan Project Remix)” (Sarah Vaughan) | 4:42               |
| 2.                 | „Are You The One?” (Peter Cincotti)                         | 3:58               |
| 3.                 | „Simple Life” (Maysa & Will Downing)                        | 4:10               |
| 4.                 | „Fall Again” (Glenn Lewis)                                  | 4:19               |
| 5.                 | „Lucy's” (Mindi Abair)                                      | 4:03               |
| 6.                 | „Dizzy” (Caddish)                                           | 3:46               |
| 7.                 | „I Want You” (Michael McDonald)                             | 4:28               |
| 8.                 | „Tell Me All About” (Natalie Cole)                          | 4:10               |
| 9.                 | „Soca” (15 Minut Projekt)                                   | 6:55               |
| 10.                | „You Stayed” (De-Phazz)                                     | 4:09               |
| 11.                | „Mon Petit Garcon” (Yuyu)                                   | 3:39               |
| 12.                | „Corner Pocket” (Richard Elliot)                            | 5:17               |
| 13.                | „More Than I Can Bear” (Matt Bianco)                        | 4:44               |
| 14.                | „Havana Blues” (Namaste')                                   | 4:38               |
| 15.                | „Calling You” (Jevetta Steele)                              | 5:20               |
| 16.                | „Goodbye” (Lizz Wright)                                     | 3:55               |
| 17.                | „Santa Maria (Del Buen Ayre)” (Gotan Project)               | 6:00               |
|                    |                                                             | 1:18:13            |

| Smooth Jazz Cafe 6 | Smooth Jazz Cafe 6                                                        | Smooth Jazz Cafe 6 |
| Nr                 | Tytuł utworu                                                              | Długość            |
| ------------------ | ------------------------------------------------------------------------- | ------------------ |
| 1.                 | „Twentysomething” (Jamie Cullum)                                          | 3:40               |
| 2.                 | „Too Darn Hot” (Stacey Kent)                                              | 3:26               |
| 3.                 | „Bein' Green” (Till Brönner)                                              | 4:09               |
| 4.                 | „Twoja Dłoń” (Kayah)                                                      | 4:44               |
| 5.                 | „Ordinary Day” (Matt Bianco)                                              | 4:37               |
| 6.                 | „Baubles, Bangles And Beads” (Eliane Elias)                               | 4:56               |
| 7.                 | „She's In Love” (Peter White & Christopher Cross)                         | 4:32               |
| 8.                 | „Piano In The Dark” (Brenda Russell & Joe Esposito)                       | 5:19               |
| 9.                 | „A Thousand Kisses Deep” (Chris Botti)                                    | 3:57               |
| 10.                | „Mad About The Boy” (Dinah Washington)                                    | 2:47               |
| 11.                | „Cold Duck” (Al Jarreau)                                                  | 3:45               |
| 12.                | „Drunk As Cooter Brown” (Cassandra Wilson)                                | 4:55               |
| 13.                | „If Only” (Mike Stern & Richard Bona)                                     | 5:30               |
| 14.                | „Coffee Cup” (Breaking News)                                              | 4:43               |
| 15.                | „Skog” (Bugge Wesseltoft)                                                 | 6:03               |
| 16.                | „One And Only” (Beady Belle)                                              | 7:26               |
| 17.                | „Night” (Button Hackers)                                                  | 5:22               |
| 18.                | „Don't Need A Reindeer” (The Moody Blues)                                 | 4:00               |
| 19.                | „W Tej Piosence Jest Stale Zima” (Anna Maria Jopek)                       | 2:56               |
| 20.                | „The Christmas Song” (Fourplay & Eric Benét)                              | 5:46               |
| 21.                | „December Makes Me Feel This Way” (Dave Koz)                              | 3:22               |
| 22.                | „Angels Blush” (Basia)                                                    | 3:55               |
| 23.                | „To Make A Miracle” (Michael McDonald)                                    | 5:14               |
| 24.                | „Oh How The Years Go By” (Vanessa Williams)                               | 4:03               |
| 25.                | „The Herald Angels Sing” (Take 6 Hark!)                                   | 2:39               |
| 26.                | „W Kropki Zielone” (Ewa Małas-Godlewska)                                  | 3:48               |
| 27.                | „Płatki, Opłatki” (Grzegorz Turnau)                                       | 3:14               |
| 28.                | „I Can't Wait For Christmas” (Mindi Abair)                                | 3:34               |
| 29.                | „Driving Home For Christmas” (Chris Rea)                                  | 3:57               |
| 30.                | „What Are You Doing New Years Eve?” (Ella Fitzgerald)                     | 3:33               |
| 31.                | „The Christmas (Merry Christmas To You)” (Nat King Cole)                  | 3:10               |
| 32.                | „Na Całej Połaci Śnieg” (Anna Maria Jopek & Jeremi Przybora)              | 2:17               |
| 33.                | „Looks Like December” (Antonio Carlos Jobim)                              | 3:46               |
| 34.                | „It May Be Winter Outside (But In My Heart It's Spring)” (Love Unlimited) | 3:07               |
| 35.                | „Pod Niebem” (Raz Dwa Trzy)                                               | 5:35               |
| 36.                | „Winter Melody” (Donna Summer)                                            | 6:32               |
| 37.                | „Next Year, Baby” (Jamie Cullum)                                          | 4:46               |
|                    |                                                                           | 2:39:05            |

| Smooth Jazz Cafe 7 | Smooth Jazz Cafe 7                                  | Smooth Jazz Cafe 7                                            | Smooth Jazz Cafe 7 |
| Nr                 | Tytuł utworu                                        | Autorzy                                                       | Długość            |
| ------------------ | --------------------------------------------------- | ------------------------------------------------------------- | ------------------ |
| 1.                 | „The Uncertainty Of The Poet” (Kurt Elling)         | Cary John Franklin, Wendy Cope                                | 1:10               |
| 2.                 | „Love's Almighty” (Télépopmusik & Angela McCluskey) | Stephan Haeri, Fabrice Dumont, Angela McCluskey               | 4:28               |
| 3.                 | „Speak Low (Bent Remix)” (Billie Holiday)           | Kurt Weill, Ogden Nash                                        | 4:20               |
| 4.                 | „Dance Me To The End Of Love” (Madeleine Peyroux)   | Leonard Cohen                                                 | 3:55               |
| 5.                 | „Two Shots Of Happy, One Shot Of Sad” (Matt Dusk)   | Bono, The Edge                                                | 4:26               |
| 6.                 | „Stop” (Lizz Wright)                                | Joe Henry                                                     | 3:29               |
| 7.                 | „Walter Whitman Where Are You” (Gino Vanelli)       | Brock Walsh, Gino Vannelli                                    | 4:15               |
| 8.                 | „Drunk On Love” (Basia)                             | Peter Ross, Danny White, Basia Trzetrzelewska                 | 4:43               |
| 9.                 | „Spanish Sun” (Paweł Rosak)                         | Paweł Rosak                                                   | 4:46               |
| 10.                | „Apelo” (Grażyna Auguścik & Paulinho Garcia)        | Baden Powell, Jonasz Kofta, Vinicius de Moraes                | 5:10               |
| 11.                | „Tin Tin Deo” (David Sanborn)                       | Chano Pozo, Gil Fuller                                        | 6:15               |
| 12.                | „Here Is Everything” (Chiara Civello)               | Chiara Civello                                                | 4:54               |
| 13.                | „You Are The Sun” (Marcin Nowakowski)               | Marcin Nowakowski                                             | 4:04               |
| 14.                | „Love Will Follow” (Kenny Loggins)                  | Tom Snow, Kenny Loggins                                       | 7:09               |
| 15.                | „Libertango” (Caroline Henderson)                   | Astor Piazzolla, Barry Reynolds, Dennis Wilkey, Natalie Delon | 4:36               |
| 16.                | „Niedopowiedziane” (Marek Napiórkowski)             | Marek Napiórkowski                                            | 5:14               |
| 17.                | „Irony” (Beady Belle)                               | Beady Belle, Beate S. Lech                                    | 6:12               |
|                    |                                                     |                                                               | 1:19:06            |

| Smooth Jazz Cafe 8 | Smooth Jazz Cafe 8                                                                  | Smooth Jazz Cafe 8                                      | Smooth Jazz Cafe 8 |
| Nr                 | Tytuł utworu                                                                        | Autorzy                                                 | Długość            |
| ------------------ | ----------------------------------------------------------------------------------- | ------------------------------------------------------- | ------------------ |
| 1.                 | „Chik Chika” (Grzech Piotrowski)                                                    | Grzech Piotrowski                                       | 4:44               |
| 2.                 | „Venus Envy” (Gino Vannelli)                                                        | Brian Hamilton, Gino Vannelli                           | 4:09               |
| 3.                 | „Jardin D'Hiver” (Jim Tomlinson & Stacey Kent)                                      | B. Biolay, K. Zeidel                                    | 3:16               |
| 4.                 | „He's Watching” (Peter Cincotti)                                                    | Peter Cincotti                                          | 4:41               |
| 5.                 | „Love” (Curtis Stigers)                                                             | John Lennon                                             | 4:18               |
| 6.                 | „Zielono Mi” (Anna Serafińska)                                                      | Agnieszka Osiecka, Jan Ptaszyn Wróblewski               | 4:50               |
| 7.                 | „Moje Miasto (Niewinni Czarodzieje Big City Mix)” (Maria Peszek)                    | Piotr Lechmann, Wojciech Waglewski, Maria Peszek        | 4:39               |
| 8.                 | „El Niño De Tus Ojos” (Rosario)                                                     | Rosario Flores                                          | 4:12               |
| 9.                 | „One For My Baby (And One More For The Road)” (Toots Thielemans Feat. Jamie Cullum) | Harold Arlen, Johnny Mercer                             | 5:08               |
| 10.                | „Let There Be Love” (Chris Botti Feat. Michael Buble)                               | I. Grant, L. Rand                                       | 3:10               |
| 11.                | „It's My Life” (Paul Anka)                                                          | Bon Jovi, Martin, Sambora                               | 4:00               |
| 12.                | „Easy Money” (Możdżer / Danielsson / Fresco)                                        | Leszek Możdżer                                          | 3:57               |
| 13.                | „Let's Waste Some Time” (Marc Jordan With Molly Johnson)                            | Steven MacKinnon, Marc Jordan                           | 4:29               |
| 14.                | „Dark Eyes (Oczi Czornyje)” (Sophie Milman)                                         | F. Chaliapin*, E. Grebenka                              | 2:15               |
| 15.                | „Piece Of Love” (Lionel Richie)                                                     | Booker T. Jones, Jeff Byrd, Marva King                  | 4:02               |
| 16.                | „The Heart Of The Matter” (India.Arie)                                              | Donald Henley*, John David Souther, Michael W. Campbell | 5:14               |
| 17.                | „Hurricane” (Eric Benét)                                                            | David Foster, Eric Benét                                | 4:34               |
| 18.                | „Reward” (Basia)                                                                    | Danny White, Basia Trzetrzelewska                       | 5:44               |
|                    |                                                                                     |                                                         | 1:17:22            |

| Smooth Jazz Cafe 9 | Smooth Jazz Cafe 9                                       | Smooth Jazz Cafe 9                     | Smooth Jazz Cafe 9 |
| Nr                 | Tytuł utworu                                             | Autorzy                                | Długość            |
| ------------------ | -------------------------------------------------------- | -------------------------------------- | ------------------ |
| 1.                 | „If You Were A Song” (Mark Sholtez)                      | M. Sholtez                             | 4:09               |
| 2.                 | „Teraz I Tu” (Anna Maria Jopek)                          | A. M. Jopek, M. Kydryński              | 4:45               |
| 3.                 | „Belief” (John Mayer)                                    | John Mayer                             | 3:59               |
| 4.                 | „Darkness Out Of Blue” (Silje Nergaard)                  | M. McGurk, S. Nergaard                 | 5:17               |
| 5.                 | „Save It For A Rainy Day” (Stephen Bishop)               | S. Bishop                              | 4:23               |
| 6.                 | „Don't Let Me Be Lonely Tonight” (Inger Marie Gundersen) | J. Taylor                              | 3:17               |
| 7.                 | „Lowdown (Unplugged)” (Boz Scaggs)                       | B. Scaggs, D. Paich                    | 5:34               |
| 8.                 | „River” (Madeleine Peyroux Feat. K.D. Lang)              | J. Mitchell                            | 5:19               |
| 9.                 | „Burnt By The Sun” (Sophie Solomon With Richard Hawley)  | J. Petersburski, S. Solomon            | 4:31               |
| 10.                | „The Man With The Child In His Eyes” (Natalie Cole)      | K. Bush                                | 4:53               |
| 11.                | „Je Passerai La Main” (Art Mengo)                        | A. Mengo, M. Esteve                    | 3:36               |
| 12.                | „Ronnie's Samba” (Matt Bianco)                           | B. Trzetrzelewska, D. White, M. Reilly | 4:09               |
| 13.                | „Enough” (Simply Red)                                    | J. Sample, M. Hucknall                 | 5:09               |
| 14.                | „Crazy Little Thing Called Love” (Cris Delanno)          | F. Mercury                             | 3:00               |
| 15.                | „Lea” (Toto)                                             | M. Porcaro                             | 4:29               |
| 16.                | „F1” (Voo Voo)                                           | Voo Voo, W. Waglewski, Aukso           | 2:33               |
| 17.                | „Cradle Song” (Jason Moran)                              | C. M. von Weber                        | 4:26               |
|                    |                                                          |                                        | 1:13:29            |

| Smooth Jazz Cafe 10 | Smooth Jazz Cafe 10                           | Smooth Jazz Cafe 10                                                     | Smooth Jazz Cafe 10 |
| Nr                  | Tytuł utworu                                  | Autorzy                                                                 | Długość             |
| ------------------- | --------------------------------------------- | ----------------------------------------------------------------------- | ------------------- |
| 1.                  | „Invitation” (Boz Scaggs)                     | Paul Francis Webster, Bronislaw Kaper                                   |                     |
| 2.                  | „Over The Rainbow” (Melody Gardot)            | Edgar "Yip" Harburg, Harold Arlen                                       |                     |
| 3.                  | „Never Be The Same” (Christopher Cross)       | Christopher Cross                                                       |                     |
| 4.                  | „Zrób Co Możesz” (Anna Maria Jopek)           | Anna Maria Jopek, Marcin Kydryński, Richard Bona                        |                     |
| 5.                  | „Bursztynowa Wieża” (Kayah)                   | Kayah                                                                   |                     |
| 6.                  | „Blame It On The Summer” (Basia)              | Andy Ross, Danny White, Basia Trzetrzelewska                            |                     |
| 7.                  | „Go Now” (Simply Red)                         | Larry Banks, Milton Bennett                                             |                     |
| 8.                  | „Because I Told You So” (Jonatha Brooke)      | Jonatha Brooke                                                          |                     |
| 9.                  | „Body & Soul” (Diana Krall)                   | Heyman, Eyton, Green, Sour                                              |                     |
| 10.                 | „Byłaś Serca Biciem” (Kuba Badach)            | Zbigniew Książek, Jarosław Dobrzyński                                   |                     |
| 11.                 | „Good Times” (Richard Bona)                   | Frank McComb, Richard Bona                                              |                     |
| 12.                 | „Pearls” (India.Arie, Dobet Gnahore)          | Andrew Hale, Sade Adu                                                   |                     |
| 13.                 | „Wszystko Na Dobrej Drodze” (Michał Rudaś)    | Magda Wójcik, Piotr Siejka                                              |                     |
| 14.                 | „Au Coin Du Monde” (Stacey Kent)              | Benjamin Biolay                                                         |                     |
| 15.                 | „The Stillest Hour” (Carl Riseley)            | Ford Turrell                                                            |                     |
| 16.                 | „Nucę, Gwiżdżę Sobie” (Dorota Miśkiewicz)     | Dorota Miśkiewicz, Michał Rusinek, Marek Napiórkowski                   |                     |
| 17.                 | „Back In Town” (Matt Dusk)                    | Enrico Giaretta, Matt Dusk, Matthew Marston, Olen Cesari, Terry Sawchuk |                     |
| 18.                 | „Bossa” (Ania Szarmach)                       | Ania Szarmach                                                           |                     |
| 19.                 | „Quiet Nights Of Quiet Stars” (Queen Latifah) | Gene Lees, Antonio Carlos Jobim                                         |                     |
| 20.                 | „Venice” (Chris Botti)                        | Chris Botti, Dean Parks                                                 |                     |
| 21.                 | „Rozpalona Kołyska” (Monika Lidke)            | Monika Lidke                                                            |                     |
| 22.                 | „Love In Your Eyes” (Roy Bennet Group)        | Roy Bennett, Artur Florkowski                                           |                     |
| 23.                 | „Hay Veces” (Antonio Carmona)                 | Antonio Carmona                                                         |                     |
| 24.                 | „Not A Woman” (Rebekka Bakken)                | Rebekka Bakken                                                          |                     |
| 25.                 | „The Man I Love” (Rokia Traoré)               | George Gershwin                                                         |                     |
| 26.                 | „Sennik” (Mikromusic)                         | Dawid Korbaczyński, Natalia Grosiak                                     |                     |
| 27.                 | „Ligia” (Till Brönner)                        | Antonio Carlos Jobim                                                    |                     |
| 28.                 | „Like A Star” (Jane Monheit)                  | Corinne Bailey Rae                                                      |                     |
| 29.                 | „L Train” (Chiara Civello)                    | Jim Campilongo, Chiara Civello, Rob Morsberger                          |                     |
| 30.                 | „Holiday For Sweet Louise” (3rd Matinee)      | Patrick Leonard, Richard Page                                           |                     |
| 31.                 | „Magic Smile” (Rosie Vela)                    | Rosie Vela                                                              |                     |
| 32.                 | „Better Days Ahead” (Marcin Nowakowski)       | Jeffrey Pescetto, Marcin Nowakowski                                     |                     |

| Smooth Jazz Cafe 11 | Smooth Jazz Cafe 11                                         | Smooth Jazz Cafe 11                                      | Smooth Jazz Cafe 11 |
| Nr                  | Tytuł utworu                                                | Autorzy                                                  | Długość             |
| ------------------- | ----------------------------------------------------------- | -------------------------------------------------------- | ------------------- |
| 1.                  | „My Favourite Things” (Peter Cincotti)                      | Oscar Hammerstein II, Richard Rodgers                    | 3:16                |
| 2.                  | „If I'm Lucky” (Melody Gardot / Charlie Haden Quartet West) | Josef Myrow, De Lange                                    | 5:39                |
| 3.                  | „This Guy's In Love With You” (Dave Koz, Herb Alpert)       | Burt Bacharach, Hal David                                | 4:54                |
| 4.                  | „Wandering” (Basia & Mietek Szcześniak)                     | Basia Trzetrzelewska, Danny White                        | 3:42                |
| 5.                  | „Love Will Always Flow” (Paweł Rosak)                       | Paweł Rosak                                              | 5:43                |
| 6.                  | „Light My Fire” (Eliane Elias)                              | Jim Morrison, John Densmore, Ray Manzarek, Robby Krieger | 5:31                |
| 7.                  | „Till You Come To Me” (Spencer Day)                         | Spencer Day                                              | 4:12                |
| 8.                  | „Before Sunrise” (Robert Kubiszyn)                          | Robert Kubiszyn                                          | 6:22                |
| 9.                  | „I Was Just One More For You” (Sachal Vasandani)            | Antonio Carlos Jobim, Billy Blanco, Ray Gilbert          | 3:59                |
| 10.                 | „You're My Thrill” (Fourplay, And Anita Baker)              |                                                          | 5:46                |
| 11.                 | „Brother To Brother” (Gino Vannelli)                        | Gino Vannelli                                            | 7:39                |
| 12.                 | „Fiola” (Kari Bremnes)                                      | Kari Bremnes                                             | 3:06                |
| 13.                 | „Postcard From Cannes” (The Rippingtons, Russ Freeman)      | Russ Freeman                                             | 4:20                |
| 14.                 | „Meet Me In Rio” (Madeleine Peyroux)                        | Madeleine Peyroux                                        | 3:50                |
| 15.                 | „Falcon's Wing” (Keiko Matsui And Richard Bona)             | Keiko Matsui                                             | 4:43                |
| 16.                 | „I Feel In” (Vanessa Williams)                              | Vanessa Williams                                         | 4:44                |
| 17.                 | „Everything Happens To Me” (Chet Baker)                     | Tom Adair, Matt Dennis                                   | 3:39                |
| 18.                 | „Chet Baker's Unsung Swan Song” (David Wilcox)              | David Wilcox                                             | 5:58                |
| 19.                 | „Diamond In The Rough” (Beady Belle)                        | Beate S. Lech                                            | 4:50                |
| 20.                 | „If I Ruled The World” (Jamie Cullum)                       | Cyril Ornadel, Leslie Bricusse                           | 4:36                |
| 21.                 | „He Speaks” (Nailah Porter)                                 | Nailah Porter                                            | 4:35                |
| 22.                 | „Soul Shadows” (Crusaders, The & Bill Withers)              | Joe Sample, Will Jennings                                | 8:15                |
| 23.                 | „Never Will I Marry” (Marta Król)                           | Marta Król                                               | 3:53                |
| 24.                 | „Contact” (Boney James)                                     | Boney James, Johnny Britt                                | 3:51                |
| 25.                 | „State Of Grace” (Coral Egan)                               | Coral Egan                                               | 3:23                |
| 26.                 | „From Grace” (Thomas Dybdahl)                               | Thomas Dybdahl                                           | 4:05                |
| 27.                 | „Passage From The Past” (Torun Eriksen)                     | Torun Eriksen, Kjetil Dalland                            | 5:53                |
| 28.                 | „Caminando” (Jehro)                                         | Jehro, Marie-Laure Stirnemann                            | 3:35                |
| 29.                 | „Lonelytown” (Paula Cole)                                   | Jeremy Lubbock, Paula Cole                               | 4:42                |
| 30.                 | „May The Music Never End” (Shirley Horn)                    | Artie Butler, Norman Martin                              | 5:05                |
|                     |                                                             |                                                          | 2:23:46             |

| Smooth Jazz Cafe 12 | Smooth Jazz Cafe 12                                         | Smooth Jazz Cafe 12                                  | Smooth Jazz Cafe 12 |
| Nr                  | Tytuł utworu                                                | Autorzy                                              | Długość             |
| ------------------- | ----------------------------------------------------------- | ---------------------------------------------------- | ------------------- |
| 1.                  | „Mira” (Melody Gardot)                                      | Melody Gardot                                        | 4:14                |
| 2.                  | „La Javanaise” (Lulu Gainsbourg & Richard Bona)             | Serge Gainsbourg                                     | 4:53                |
| 3.                  | „The Truth Is Beautiful” (Richard Page)                     | David Kreiger, Per Magnusson, Richard Page           | 3:53                |
| 4.                  | „My Valentine” (Paul McCartney)                             | Paul McCartney                                       | 3:13                |
| 5.                  | „Samotność” (Beata Bednarz)                                 | E. Alimowska, D. Zaziąbło                            | 4:00                |
| 6.                  | „Inara Lyn” (Rafał Majewski)                                | Paulina Przybysz, Stefan Gąsieniec                   | 4:14                |
| 7.                  | „Rainbow Shadows” (Nelson Rangell)                          | Chuck Loeb                                           | 5:28                |
| 8.                  | „Live Each Day” (Warren Wiebe)                              | David Foster, Linda Thompson                         | 4:50                |
| 9.                  | „Don't Be A Silly Man” (Raul Midón)                         | Larry Klein, Raul Midón                              | 4:57                |
| 10.                 | „What A Wonderful World” (Chris Botti & Mark Knopfler)      | Bob Thiele, George David Weiss                       | 7:28                |
| 11.                 | „Tell Me Where You're Going” (Silje Nergaard & Pat Metheny) | G. Lundsford, J. Wasserman, R. Niles, Silje Nergaard | 5:22                |
| 12.                 | „Ogni Cosa Di Me” (Sergio Cammariere)                       | Roberto Kunstler, Sergio Cammariere                  | 3:56                |
| 13.                 | „Things Have Changed” (Curtis Stigers)                      | Bob Dylan                                            | 4:55                |
| 14.                 | „Still Here” (Brian Culbertson & Vivian Green)              | Brian Culbertson, Rex Sideout, Vivian Green          | 4:18                |
| 15.                 | „Letter To Herbie” (Victoria Tolstoy)                       | Magnus Lindgren, Nils Landgren                       | 4:05                |
| 16.                 | „Fingerlero” (George Benson)                                | Ronnie Foster                                        | 3:38                |
| 17.                 | „So We Meet Again My Heartache” (Melody Gardot)             | Melody Gardot                                        | 4:23                |
| 18.                 | „Eyes For You (Ain't No Doubt About It)” (Daryl Hall)       | Daryl Hall                                           | 5:33                |
| 19.                 | „Na Klucz” (Aga Kiepuszewska)                               | Aga Kiepuszewska, Kamil Urbański                     | 4:40                |
| 20.                 | „Cafe Au Coin De Paris” (Ygor Przebindowski)                | Ygor Przebindowski                                   | 4:25                |
| 21.                 | „I'll Be Seeing You” (Kira)                                 | Irving Kahal, Sammy Fayne                            | 4:56                |
| 22.                 | „Mad World” (Hanne Boel)                                    | Roland Orzabal                                       | 4:00                |
| 23.                 | „Walking On A Chinese Wall” (Philip Bailey & Phil Collins)  | B. Hughes, M. Levy, R. Seeman                        | 5:06                |
| 24.                 | „I Miss You Kate” (Sting)                                   | Sting                                                | 3:42                |
| 25.                 | „The Hustle” (Van McCoy & The Soul City Symphony)           | Van McCoy                                            | 4:08                |
| 26.                 | „Horyzont Marzeń” (Ania Szarmach & Anna Maria Jopek)        | Ania Szarmach                                        | 4:57                |
| 27.                 | „Gdyby Tylko” (Agnieszka Hekiert & Kuba Badach)             | A. Hekiert                                           | 5:14                |
| 28.                 | „Bajka Iskierki” (Christoph Titz)                           |                                                      | 2:52                |
| 29.                 | „Truly” (Lisa Lovbrand)                                     | Lisa Lovbrand                                        | 2:37                |
| 30.                 | „De Noche” (Antonio Carmona)                                | Antonio Carmona                                      | 3:23                |
| 31.                 | „Bienvenue Dans Ma Vie” (Nikki Yanofsky)                    | Jesse Harris, Nikki Yanofsky, Ron Sexsmith           | 3:50                |
| 32.                 | „After Hours” (Glenn Frey)                                  | Glenn Frey, Jack Tempchin                            | 3:55                |
|                     |                                                             |                                                      | 2:21:05             |

| Smooth Jazz Cafe 13 | Smooth Jazz Cafe 13                                                                | Smooth Jazz Cafe 13                                                                   | Smooth Jazz Cafe 13 |
| Nr                  | Tytuł utworu                                                                       | Autorzy                                                                               | Długość             |
| ------------------- | ---------------------------------------------------------------------------------- | ------------------------------------------------------------------------------------- | ------------------- |
| 1.                  | „Cry Me A River” (Michael Bublé)                                                   | Arthur Hamilton                                                                       | 4:16                |
| 2.                  | „Breaking Up Is Hard To Do” (Renee Olstead)                                        | Howard Greenfield, Lynne Malone, Marny Cameron, Neil Sedaka                           | 4:12                |
| 3.                  | „Mona Lisa” (George Benson)                                                        | Jay Livingston, Roy Evans                                                             | 3:04                |
| 4.                  | „So Very Hard To Go” (Dave Koz, Gerald Albright, Mindi Abair, Richard Elliot)      | Emilio Castillo, Stephen "Doc" Kupka                                                  | 4:32                |
| 5.                  | „Tum Tum Song” (Monika Lidke I Basia)                                              | Monika Lidke                                                                          | 3:40                |
| 6.                  | „I Can't Say” (Ruben Blades)                                                       | Sting                                                                                 | 3:46                |
| 7.                  | „End Of The Game” (Sting)                                                          | Sting                                                                                 | 6:36                |
| 8.                  | „This Happy Madness” (Stacey Kent)                                                 | Tom Jobim, Gene Lees, Vinicius De Moraes                                              | 5:40                |
| 9.                  | „Catch The Sunshine” (Mario Biondi Feat. Leon Ware)                                | Leon Ware, Richard Rudolph                                                            | 6:02                |
| 10.                 | „A Case Of You” (Ana Moura)                                                        | Joni Mitchell                                                                         | 5:05                |
| 11.                 | „Mut'Esukudu” (Richard Bona)                                                       | Sadrack Mbondi Kollo                                                                  | 6:11                |
| 12.                 | „You” (Anna Gadt)                                                                  | Anna Gadt                                                                             | 3:15                |
| 13.                 | „Child In Me” (Michael "Patches" Stewart)                                          | Donald Blackman                                                                       | 4:36                |
| 14.                 | „The Last Time” (Erin Boheme)                                                      | Amy Foster-Gillies, David Foster, Eric Benet                                          | 4:08                |
| 15.                 | „To Touch A Woman” (Tony DeSare)                                                   | Tony DeSare                                                                           | 4:17                |
| 16.                 | „Harlem Nocturne” (Kofi)                                                           | E. Hagen                                                                              | 4:33                |
| 17.                 | „Feeling Good” (Randy Crawford, Joe Sample)                                        | Anthony Newley, Leslie Bricusse                                                       | 4:05                |
| 18.                 | „Illusions” (George Duke)                                                          | George Duke                                                                           | 5:03                |
| 19.                 | „Y'Akoto's Babyblues” (Y'Akoto)                                                    | Jennifer Yaa Akoto Kieck                                                              | 3:16                |
| 20.                 | „All I Had” (Michał Kuczyński)                                                     | Michał Kuczyński, Aleksander Jaszczyński, Piotr "Skuter" Skotnicki, Piotr Remiszewski | 3:43                |
| 21.                 | „Devil In Me” (Natalie Duncan)                                                     | Natalie Duncan                                                                        | 4:53                |
| 22.                 | „Pure Imagination” (Jamie Cullum)                                                  | Anthony Newley, Leslie Bricusse                                                       | 5:11                |
| 23.                 | „Shortyville” (Trombone Shorty)                                                    | Raphael Saadiq, Troy Andrews                                                          | 4:24                |
| 24.                 | „Tango D N A” (Iza Kowalewska)                                                     | Iza Kowalewska                                                                        | 3:33                |
| 25.                 | „Here We Are Again” (Bruce Hornsby And The Noisemakers)                            | Bruce Hornsby                                                                         | 3:54                |
| 26.                 | „Come Tomorrow” (Peter Cincotti)                                                   | John Bettis, Peter Cincotti                                                           | 4:17                |
| 27.                 | „The Day I Stop Loving You” (Oleta Adams)                                          | Diana Warren                                                                          | 5:04                |
| 28.                 | „San Francisco Come Back (San Francisco Wróć)” (Maciej Jeleniewski & Deer Project) | Maciej Jeleniewski, Marek "Lisek" Nadolski, Piotr Remiszewski                         | 4:15                |
| 29.                 | „Let's Get Lost” (Matt Dusk With Arturo Sandoval)                                  | Frank Loesser, Jimmy McHugh                                                           | 3:35                |
| 30.                 | „I Thought About You” (Eliane Elias)                                               | Jimmy Van Heusen, Johnny Mercer                                                       | 4:58                |
| 31.                 | „You're The First, The Last, My Everything” (Barry White)                          | Barry White, Peter Sterling Radcliffe, Tony Sepe                                      | 4:34                |
| 32.                 | „That's The Way Of The World” (Earth, Wind & Fire)                                 | Charles Stepney, Maurice White, Verdine White                                         | 5:45                |
|                     |                                                                                    |                                                                                       | 2:24:23             |

| Smooth Jazz Cafe 14 | Smooth Jazz Cafe 14                                            | Smooth Jazz Cafe 14                                                                                    | Smooth Jazz Cafe 14 |
| Nr                  | Tytuł utworu                                                   | Autorzy                                                                                                | Długość             |
| ------------------- | -------------------------------------------------------------- | --- | ------------------- |
| 1.                  | „Waiting On The Sun” (Nikki Yanofsky)                          | Max Frost, Nikki Yanofsky                                                                              | 3:55                |
| 2.                  | „Every Man Should Know” (Harry Connick, Jr.)                   | Harry Connick, Jr.                                                                                     | 3:44                |
| 3.                  | „Why Should I Care?” (Diana Krall & Clint Eastwood)            | Carole Bayer Sager, Linda Thompson, Clint Eastwood                                                     | 3:26                |
| 4.                  | „I Love Her But She Loves Someone Else” (Sting)                | Rob Mathes, Sting                                                                                      | 3:41                |
| 5.                  | „Psalmia” (Kroke, Anna Maria Jopek)                            | Anna Maria Jopek, Basia Trzetrzelewska, Jerzy Bawoł, Tomasz Kukurba, Tomasz Lato                       | 4:25                |
| 6.                  | „The D Word” (Toni Braxton, Babyface)                          | Kenneth "Babyface" Edmonds, Toni Braxton                                                               | 5:13                |
| 7.                  | „What Do They Know” (Lionel Richie)                            | Lionel Richie                                                                                          | 3:51                |
| 8.                  | „Too Cool To Fall In Love” (Jill Sobule)                       | Jill Sobule, Nicky Holland, Vince Melamed                                                              | 3:52                |
| 9.                  | „Don't Let Me Be Misunderstood” (Jamie Cullum, Gregory Porter) | Bennie Benjamin, Gloria Caldwell, Sol Marcus                                                           | 2:59                |
| 10.                 | „Only Love Can Hurt Like This” (Paloma Faith)                  | Diane Warren                                                                                           | 3:53                |
| 11.                 | „Please Don't Call” (David Wilcox)                             | David Wilcox                                                                                           | 4:24                |
| 12.                 | „Kawa (2014 Version)” (Joanna Kondrat)                         | Joanna Kondrat, Marcin Kiełbasa                                                                        | 3:50                |
| 13.                 | „Soulmate” (Sylwester Ostrowski & Makoto Kuriya)               | Piotr Wojtasik, Sylwester Ostrowski                                                                    | 4:47                |
| 14.                 | „Stone Family Affair” (Sly & The Family)                       | Sylvester Stewart                                                                                      | 3:51                |
| 15.                 | „Strawberry Letter 23” (The Brothers Johnson)                  | Shuggie Otis                                                                                           | 3:34                |
| 16.                 | „Mono Szarlota” (Woobie Doobie)                                | Wojciech Pilichowski                                                                                   | 6:49                |
| 17.                 | „Close To You” (Mario Biondi)                                  | Hal David, Burt Bacharach                                                                              | 6:09                |
| 18.                 | „My Favorite Things” (Mary J. Blige)                           | Oscar Hammerstein II, Richard Rogers                                                                   | 3:52                |
| 19.                 | „Uśmiech” (Marta Król Feat. Kuba Badach)                       | Dariusz Dusza, Łukasz Flakus                                                                           | 3:52                |
| 20.                 | „Hooray For Love” (Curtis Stigers)                             | Curtis Stigers, John Sneider                                                                           | 2:47                |
| 21.                 | „Cheek To Cheek” (Ella Fitzgerald, Louis Armstrong)            | Irving Berlin                                                                                          | 5:54                |
| 22.                 | „Tell Me” (Diego Garcia)                                       | Diego Garcia, Jorge Elbrecht                                                                           | 3:14                |
| 23.                 | „Acércate Más” (Natalie Cole, Nat King Cole)                   | Osvaldo Farrés                                                                                         | 2:49                |
| 24.                 | „Tender” (Bo Saris)                                            | Bo Saris, Jonathan Lipsey, Martin Slattery                                                             | 4:02                |
| 25.                 | „Ta Miłość” (Kasia K8 Rościńska)                               | Piotr Sobota, Andrzej Stagraczyński, Damian Rypiński, Kasia K8 Rościńska*, Leszek Jasiak, Piotr Sobota | 4:18                |
| 26.                 | „Petit Fleur” (Krzysztof Ścierański)                           | Marcus Lewis Daniel, Wilbur Terrell, William Armstrong                                                 | 6:14                |
| 27.                 | „Falling” (Yuna)                                               | Robin Hannibal, Yuna Zarai                                                                             | 4:08                |
| 28.                 | „Missing You” (George Duke)                                    | George Duke                                                                                            | 5:45                |
| 29.                 | „No Love Dying” (Gregory Porter)                               | Gregory Porter                                                                                         | 3:56                |
| 30.                 | „Dreams” (Dianne Reeves, Robert Glasper)                       | Stevie Nicks                                                                                           | 5:20                |
| 31.                 | „Restart” (Sam Smith)                                          | Sam Smith, Zane Lowe                                                                                   | 3:53                |
| 32.                 | „Coming Home” (Marcin Nowakowski Feat. Adam Sztaba)            | Jeff Lorber, Jimmy Haslip, Marcin Nowakowski                                                           | 3:18                |
|                     |                                                                | | 2:15:45             |

| Smooth Jazz Cafe 15 | Smooth Jazz Cafe 15                                                              | Smooth Jazz Cafe 15                                       | Smooth Jazz Cafe 15 |
| Nr                  | Tytuł utworu                                                                     | Autorzy                                                   | Długość             |
| ------------------- | -------------------------------------------------------------------------------- | --------------------------------------------------------- | ------------------- |
| 1.                  | „The Leaving” (Silje Nergaard)                                                   | Mike McGurk, Silje Nergaard                               | 4:45                |
| 2.                  | „Me Jedyne Niebo” (Kurt Elling)                                                  | Marcin Kydryński, Pat Metheny                             | 3:56                |
| 3.                  | „Right Where You Are” (Lizz Wright, Gregory Porter)                              | J.D. Souther, Larry Klein, Lizz Wright                    | 5:26                |
| 4.                  | „My Valentine” (John Pizzarelli)                                                 | Paul McCartney                                            | 3:38                |
| 5.                  | „Searching” (Eliane Elias)                                                       | Eliane Elias                                              | 4:51                |
| 6.                  | „Adonde Vas?” (Paweł Rosak)                                                      | Paweł Rosak                                               | 8:51                |
| 7.                  | „Words” (Magda Bożyk)                                                            | Radosław Kopeć                                            | 4:21                |
| 8.                  | „Będziesz Moją Muzą” (Kreszendo Feat. Kuba Badach)                               | Michał Zabłocki, Adam Niedzielin                          | 4:12                |
| 9.                  | „Falling” (Przemek Raminiak Quartet)                                             | Przemysław Raminiak                                       | 6:50                |
| 10.                 | „I Put A Spell On You” (Annie Lennox)                                            | Screamin' Jay Hawkins                                     | 3:31                |
| 11.                 | „All I Want Is You” (Mario Biondi)                                               | D.D. Bridgewater, Mario Biondi                            | 4:55                |
| 12.                 | „Preacherman” (Melody Gardot)                                                    | Melody Gardot                                             | 4:31                |
| 13.                 | „London” (Benjamin Clementine)                                                   | Benjamin Clementine                                       | 4:00                |
| 14.                 | „Nienawiść” (Hanna Banaszak)                                                     | Wisława Szymborska, Hanna Banaszak                        | 5:38                |
| 15.                 | „Something Personal” (Paweł Kaczmarczyk Audiofeeling Trio)                       | Paweł Kaczmarczyk                                         | 5:52                |
| 16.                 | „Lady Sings The Blues” (Rebecca Ferguson)                                        | Billie Holiday, Herbert Nichols                           | 3:35                |
| 17.                 | „Sinnerman” (Keziah Jones)                                                       | melodia ludowa                                            | 6:08                |
| 18.                 | „Body And Soul” (Molly Johnson)                                                  | Edward Heyman, Frank Eyton, John W. Green                 | 4:35                |
| 19.                 | „Nierówni” (Mietek Szcześniak)                                                   | Ks. J. Twardowski, Mietek Szcześniak                      | 3:21                |
| 20.                 | „Fly Me To The Moon” (Julie London)                                              | Bart Howard                                               | 2:32                |
| 21.                 | „Bo To Się Zwykle Tak Zaczyna” (Sylwester Ostrowski Quartet Feat. Makoto Kuriya) | Julian Front                                              | 4:57                |
| 22.                 | „Żurawi Klucz” (Iwona Loranc)                                                    | J. Gałkowski, Z. Adriański, J. Abratowski                 | 3:29                |
| 23.                 | „Something In The Water” (Pokey LaFarge)                                         | Casey McDonough, Jimmy Sutton, Pokey LaFarge, Scott Ligon | 3:23                |
| 24.                 | „Barcelona Nights” (David Benoit, Jane Monheit)                                  | David Benoit, Lorraine Feather                            | 3:27                |
| 25.                 | „Brazilian Nights” (Kenny G)                                                     | Kenny G, Walter Afanasieff                                | 6:32                |
| 26.                 | „Como Se Pasa La Vida” (Rosario)                                                 | Rosario Flores                                            | 3:27                |
| 27.                 | „Either Way” (Boney James Feat. Stokley)                                         | Boney James, Stokley Williams                             | 4:08                |
| 28.                 | „Prepared” (Jill Scott)                                                          | Andre Harris, Sir Darryl Farris, Jill Scott               | 5:18                |
| 29.                 | „Wild Rice” (Lee Ritenour)                                                       | Lee Ritenour                                              | 5:31                |
| 30.                 | „Beat Angels” (Torun Eriksen)                                                    | Sal Bernardi                                              | 3:50                |
|                     |                                                                                  |                                                           | 2:19:30             |